# Gamle flyvebilleder fra Grønland
Gamle flyvebilleder fra Grønland er en dansk dokumentarisk optagelse fra 1935.

## Handling
Klip fra en dokumentarfilm om flyvning i Grønland. Klippet begynder med stills af bl.a. den amerikanske pilot Charles Lindbergh, som var på Grønland i 1933. Flyvning i Grønland har fundet sted siden 1924, mest til ekspeditionsbrug. Kortlægningen af Grønland blev især foretaget med flyvemaskiner.